# Dogma 20 13
Dogma 20_13 ist der Titel des Manifests, das 2013 im Rahmen der Inszenierung Das Fest vom Schauspiel Dortmund konzipiert und veröffentlicht wurde. Es plädiert für eine Weiterentwicklung des 1995 veröffentlichten Dogmas 95 mit theatralen Mitteln sowie für eine engere Vernetzung zwischen Theater- und Filmwelten.

## Hintergrund
Anfang 1995 veröffentlichten die dänischen Regisseure Lars von Trier, Thomas Vinterberg und Søren Kragh-Jacobsen in einem Pariser Theater ihr Manifest Dogma 95, das eine zunehmende Wirklichkeitsentfremdung des Kinos kritisierte. Die Regisseure wollten sich mit ihrem Manifest einem strengen „Keuschheitsgelübde“ unterwerfen. So waren beispielsweise Spezialeffekte, eigens hergestellte Kulissen, Filmmusik, künstliche Beleuchtung oder Farbfilter untersagt. Als Distanzierung vom bourgeoisen Autorenkino befahl zudem eine weitere Regel, dass der Name des Regisseurs weder im Vor- noch im Abspann auftauchen dürfte. Drei Jahre nach dessen Veröffentlichung wurden auf den Filmfestspielen in Cannes mit großem Medieninteresse die ersten Spielfilme im Geiste des Dogmas 95 präsentiert: Idioten von Lars von Trier sowie Das Fest von Thomas Vinterberg.
Im Januar 2013 veröffentlichte das Schauspiel Dortmund im Zuge der Inszenierung ebenjenes Dogma-95-Films Das Fest ein eigenes Manifest. Das sogenannte Dortmunder Manifest bzw. Dogma 20_13 kritisierte die Errungenschaften des Dogmas 95 und erklärte zudem auch generell die Kunstform des Films für tot: 

„DOGMA 95 wurde eine Marke auf dem Markt. Die Beschränkung der Mittel erzeugte kurzfristige Freiheit, die der zunehmenden Entfremdung im Kino aber nichts Nachhaltiges entgegenzusetzen wusste. Das Ziel stimmte, aber nicht die Mittel. […] DOGMA 95 war der Aufbruch in eine Sackgasse, weil Filmkonventionen wie Montage, massenhafte Distribution und von Menschen bediente Kameras nicht radikal infrage gestellt wurden. […]
Heute ist der Film tot. Die digitalen Medien haben ihn in eisiger Koalition mit dem Fernsehen erdolcht. […] Heute erfährt der Film seine Auferstehung im Theater. Einst raubte der Film den Kunstwerken ihre Aura, nun ist es an der Zeit, dem Film selbst eine Aura im Hier und Jetzt zu verschaffen. Das wahre Kino der Zukunft und das wahre Theater der Zukunft ist eins!“

Das Manifest wurde vom Dramaturgen Alexander Kerlin verfasst und am Tag der Premiere von Das Fest veröffentlicht; die Gründungsurkunde, die von allen Darstellern und Beteiligten der Produktion unterzeichnet wurde, hängt immer noch im Foyer des Theaters. Der Regisseur Kay Voges, ebenfalls Intendant des Schauspielhauses, wurde für die Inszenierung für den Deutschen Theaterpreis Der Faust 2013 in der Kategorie „Beste Regie“ nominiert.
Die zweite Inszenierung unter dem DOGMA 20_13-Keuschheitsgelübde feierte am 14. September 2014 im Dortmunder Schauspielhaus Premiere. Minority Report oder Mörder der Zukunft nach Philip K. Dick und Steven Spielberg hatte sich in der Regie von Klaus Gehre ebenfalls dem Dortmunder Manifest verschrieben.

## Inhalt
Das Dortmunder Manifest erkennt das künstlerische Potenzial des Films ausschließlich als Live-Format, nämlich in Form eines Bühnen-Films, also als ungeschnittenen Film, der live vor den Zuschauern auf der Bühne produziert und ausgestrahlt wird: „Die Montage im Kopf des Zuschauers werten wir höher als die Manipulation durch den Monteur. Wir sind gegen die Hybris der Cutter, die Schauspieler und Zuschauer bei ihrer Suche nach Erkenntnis und Gefühl zu unterbrechen!“ Filme sollen ausschließlich im Moment ihrer Erschaffung gezeigt werden. Es wird gefordert, immer zu zeigen, wie die filmische Illusion entsteht. Zudem soll durch eine statische oder mechanische Kamera der wertende, „ideologische Blick des Kameramanns“ zerstört werden. Das Auge der Kamera darf also nie von Menschen bedient werden – stattdessen muss ihr subjektiver Blick eliminiert und „durch die Objektivität eines Roboters ersetzt“ werden.
Inspiriert wurden die Theaterschaffenden vom Regisseur Francis Ford Coppola, der 2012 bei einer Konferenz forderte, dass Filme im digitalen Zeitalter live produziert werden könnten und sollten. Er schlug vor, mit Filmen auf Tourneen zu gehen, so besser auf das Publikum reagieren zu können, jeden Abend die Szenen neu zu arrangieren: „Technisch ist das bereits möglich. In Hollywood hat das nur noch kaum jemand begriffen.“
Ebenso wie beim Ursprungs-Manifest Dogma 95 verpflichten sich die Teilnehmer einer DOGMA 20_13-Produktion ebenfalls, ein Keuschheitsgelübde mit verschiedenen – teils auch durchaus selbstironischen – Regeln einzuhalten:

„
1. Die Dreharbeiten dürfen nur dort stattfinden, wo die Zuschauer anwesend sind.
2. Niemals verwenden wir vorproduziertes Bildmaterial. Alle Bilder werden im Augenblick hergestellt.
3. Es darf keine Schnitte und kein Kameraauge mehr geben. Die Schauspieler erhalten die Macht über die Bilder zurück, die sie vor undenklichen Zeiten an die Monteure verloren haben.
4. Das Kameraauge darf niemals von Menschen bedient werden. […]
5. Das Kameraauge hält niemals still. Niemals. Die Erde friert ja auch nicht plötzlich ein.
6. Die Kulissen dürfen ausschließlich durch die Schauspieler bewegt werden und niemals den Eindruck von Naturalismus erzeugen. Das Leben ist hart, die Kulissen sind weich. Technische Manipulationen der Bildgestaltung […] sind absolut unzulässig.
7. Die Vertonung muss live geschehen.
8. Die Musik durchweht Kulissen und Robotik, transzendiert sie und hebt das Kunstwerk auf eine höhere Wirklichkeitsstufe.
9. Morde, Waffen, Gewalt und explizite Sexualität sind zulässig, wenn sie der Veranschaulichung makrokosmischer Zusammenhänge dienen.
10. Kinder gehören nicht auf die Bühne. Gutes Schauspiel ist auch immer Kinderspiel.
11. Es darf kein Tageslicht verwendet werden.
12. Der Name des Regisseurs darf niemals in Vergessenheit geraten.“

In einem Interview präzisierte der Regisseur Kay Voges nochmal das Grundbestreben seiner Fest-Inszenierung, die dem neuen Dogma verhaftet war: „Wir haben ein neues Dogma kreiert, das Dogma 20_13. Bei uns läuft nicht die Kamera dem Schauspieler hinterher. Wir haben eine Konstruktion gebaut, auf der sich eine Kamera permanent im Kreis dreht. Nicht die Freiheit des Schauspielers steht im Vordergrund, sondern die Herausforderung, die Illusion des Films aufrecht zu erhalten. Durch die Leinwand hindurch sehen wir, wie die Schauspieler ständig der Kamera hinterherlaufen.“

## Reaktion
Cornelia Fiedler von der Süddeutschen Zeitung betont in ihrer Rezension zu Minority Report den Einfluss der Theaterarbeiten von Katie Mitchell, die Live-Verfilmungen bereits 2008 in Wunschkonzert (Schauspielhaus Köln) erprobt habe. Dennoch lobt sie das „ironisch-strenge Regelwerk“ des Dogmas als „ganz eigene Live-Film-Methode“. In ihrer Rezension zum Fest schreibt sie am 28. Februar 2013: „Selbstironisch und mit sichtlich viel Spaß an der Provokation erinnert das Team um den Schauspiel-Intendanten Kay Voges daran, dass ein direktes, greifbares Live-Medium [wie ein Live-Film] bereits existiert. Eine Offensive, die sich zuletzt nicht an Filmkollegen, sondern an die kulturpolitischen Spar-Apologeten hierzulande richtet.“ Sie bezeichnet das Manifest „eine mitreißende Offensive für das Theater als lebendige Kunst.“

„Die Auseinandersetzung mit digitalen Inhalten ist prägend für die Intendanz von Kay Voges. Erlaubt ist inhaltlich und formal alles, was verstehen hilft. Mal wird auf der Bühne in Echtzeit programmiert (Live-Code, 2013), mal lebt Hamlet in Voges’ aktueller Inszenierung wie in einem Überwachungsstaat, mal rauben uns Precogs alle Illusionen über unsere Zukunft.“

## Bisherige Dogma 20_13-Inszenierungen
- Das Fest, 2013, Schauspiel Dortmund. Regie: Kay Voges.
- Minority Report oder Mörder der Zukunft, 2014, Schauspiel Dortmund. Regie: Klaus Gehre.
- Die Möglichkeit einer Insel, 2015, Schauspiel Dortmund. Regie: sputnic.
- RAMBO plusminus ZEMENT, 2016, Schauspiel Dortmund. Regie: Klaus Gehre.
- Die Borderline Prozession, 2016, Schauspiel Dortmund. Regie: Kay Voges.
- Der Futurologische Kongress, 2017, Schauspiel Dortmund. Regie: sputnic.